# جوردی مویا
جوردی مویا (به اسپانیایی: Jordi Mollà) (زاده ۱ ژوئیه ۱۹۶۸) بازیگر اسپانیایی است.
از فیلم‌هایی که او در آن بازی کرده است، می‌توان به پسران بد ۲، مجرم اشاره کرد.

## فیلم‌شناسی
فهرست برخی از فیلم‌هایی که جوردی مویا در آن‌ها به ایفای نقش پرداخته است:
- پسران بد ۲
- مجرم
- الیزابت: دوران طلایی
- کوکائین
- شوالیه و روز
- ریدیک
- تنفس
- آلامو
- کلمبیانا
- همه چیز دروغ است
- تاجر سنگ
- بخت نیک
- غیرقابل تصور
- موسیقی سکوت
- خامون خامون
- شاد، اما نه چندان زیاد
- بیمه عمر
- یک تپانچه در هر دست
- کنسول سدوم
- روزهای فروشگاه حیوانات خانگی
- داستان‌هایی از کرونن،